# Cabañes de Esgueva (kommunhuvudort)
Cabañes de Esgueva är en kommunhuvudort i Spanien.   Den ligger i provinsen Provincia de Burgos och regionen Kastilien och Leon, i den centrala delen av landet, 160 km norr om huvudstaden Madrid. Cabañes de Esgueva ligger 874 meter över havet och antalet invånare är 236.
Terrängen runt Cabañes de Esgueva är platt. Runt Cabañes de Esgueva är det ganska tätbefolkat, med 104 invånare per kvadratkilometer. Närmaste större samhälle är Aranda de Duero, 19,5 km söder om Cabañes de Esgueva. Trakten runt Cabañes de Esgueva består till största delen av jordbruksmark.